# London-Marathon 1989
| 9. London-Marathon     | 9. London-Marathon             |
| ---------------------- | ------------------------------ |
| Stadt                  | London, Vereinigtes Königreich |
| Datum                  | 23. April 1989                 |
| Distanz                | 42,195 Kilometer               |
| Sieger                 |                                |
| Männer                 | Douglas Wakiihuri (2:09:03 h)  |
| Frauen                 | Veronique Marot (2:25:56 h)    |
| ← London-Marathon 1988 | London-Marathon 1990 →         |
| Website                | Offizielle Website             |

Der London-Marathon 1989 (offiziell: ADT London-Marathon 1989) war die neunte Ausgabe der jährlich stattfindenden Laufveranstaltung in London, Vereinigtes Königreich. Der Marathon fand am 23. April 1989 statt.
Bei den Männern gewann Douglas Wakiihuri in 2:09:03 h, bei den Frauen Veronique Marot in 2:25:56 h.

## Ergebnisse

### Männer
| Platz | Athlet             | Land                   | Zeit (h) |
| ----- | ------------------ | ---------------------- | -------- |
| 01    | Douglas Wakiihuri  | Kenia                  | 2:09:03  |
| 02    | Steve Moneghetti   | Australien             | 2:09:06  |
| 03    | Ahmed Salah        | Dschibuti              | 2:09:09  |
| 04    | Manuel Matias      | Portugal               | 2:09:43  |
| 05    | Suleiman Nyambui   | Tansania               | 2:09:52  |
| 06    | Anthony Milovsorov | Vereinigtes Königreich | 2:09:54  |
| 07    | Pat Petersen       | Vereinigte Staaten     | 2:10:04  |
| 08    | Wodajo Bulti       | Äthiopien              | 2:10:32  |
| 09    | Takao Nakamura     | Japan                  | 2:11:51  |
| 10    | Guo-wei Zhang      | Volksrepublik China    | 2:12:03  |

### Frauen
| Platz | Athletin           | Land                   | Zeit (h) |
| ----- | ------------------ | ---------------------- | -------- |
| 01    | Veronique Marot    | Vereinigtes Königreich | 2:25:56  |
| 02    | Wanda Panfil       | Polen                  | 2:27:05  |
| 03    | Aurora Cunha       | Portugal               | 2:28:11  |
| 04    | Dorthe Rasmussen   | Dänemark               | 2:29:34  |
| 05    | Raissa Smechnowa   | Sowjetunion            | 2:30:15  |
| 06    | Evy Palm           | Schweden               | 2:31:05  |
| 07    | Angela Hulley      | Vereinigtes Königreich | 2:31:06  |
| 08    | Lynn Harding       | Vereinigtes Königreich | 2:31:45  |
| 09    | Charlotte Teske    | BR Deutschland         | 2:32:34  |
| 10    | Conceição Ferreira | Portugal               | 2:32:50  |